# Коче (Постойна)
Коче (словен. Koče) — поселення в общині Постойна, Регіон Нотрансько-крашка, Словенія. Висота над рівнем моря: 534,9 м.